# 아일랜드 - 시간을 훔치는 섬
"아일랜드 - 시간을 훔치는 섬"은 2015년에 개봉한 대한민국의 영화이다.

## 캐스팅
- 오지호 : K 역
- 문가영 : 연주 역
- 강필석 : 김군 역
- 윤지원 : 묘한 아가씨 역
- 김영택 : 놀이공원 남자 역
- 장혁진
- 신동미
- 김두용
- 서보익
- 이광후
- 박선미
- 이승전
- 여지효:
- 이상백
- 양진영
- 태평이
- 김민상
- 김혜나